# نواه جاكسون
نواه جاكسون (بالإنجليزية: Noah Jackson)‏ هو لاعب كرة قدم أمريكية ولاعب كرة القدم الكندية أمريكي، ولد في 14 أبريل 1951 في جاكسونفيل بيتش في الولايات المتحدة.

## وصلات خارجية
- نواه جاكسون على موقع مرجع كرة القدم المحترفة.كوم (الإنجليزية)